# Greenfields (singolo)
Greenfields è il secondo singolo pubblicato dal gruppo folk  statunitense dei The Brothers Four nel 1960. Fu il maggior successo del gruppo, il singolo raggiunse il secondo posto della classifica di Billboard. Il brano era stato scritto nel 1956 da tre componenti degli Easy Riders (Terry Gilkyson, Richard Dehr e Frank Miller).
Sul lato B era presente il brano Angelique-O, mentre nella versione uscita nei Paesi Bassi era presente The Green Leaves of Summer, loro quarto singolo negli USA.

## Tracce

### Lato A
Greenfields (F. Miller, R. Dehr, T. Gilkyson)

### Lato B
Angelique-O (L. Burgess, B. Attaway)